# Atos 14
Atos 14 é o décimo-quarto capítulo dos Atos dos Apóstolos, de autoria de Lucas, o Evangelista, no Novo Testamento da Bíblia.  Ele relata a continuação da primeira viagem missionária de Paulo e Barnabé, iniciada no capítulo anterior, pela Frígia e a Licaônia. Presume-se que esta viagem tenha ocorrido entre 47 e 48.

## Manuscritos
Atos 14 foi originalmente escrito em grego koiné e dividido em 28 versículos. Alguns dos manuscritos que contém este capítulo ou trechos dele são:
- Codex Vaticanus (325–350)
- Codex Sinaiticus (330–360)
- Codex Bezae (c. 400)
- Codex Alexandrinus (ca. 400–440)
- Codex Ephraemi Rescriptus (c. 450)
- Codex Laudianus (ca. 550)

## Estrutura
A Tradução Brasileira da Bíblia organiza este capítulo da seguinte maneira:
- Atos 14:1-7 - Paulo e Barnabé em Icônio
- Atos 14:8-18 - A cura de um coxo em Listra
- Atos 14:19-28 - Paulo é apedrejado

## Temas principais

### Icônio
Depois de serem expulsos de Antioquia na Pisídia, Paulo e Barnabé seguiram para a cidade de Icônio (moderna Cônia, na Turquia), onde pregaram na sinagoga da cidade. Mais uma vez, a presença dos apóstolos provocou uma grande comoção na cidade, que se dividiu entre os crentes e os não-crentes, estes principalmente os judeus. Ao saberem que corriam o risco de serem presos e apedrejados, os dois novamente fugiram, desta vez para Listra, a trinta quilômetros para o sul de Icônio (Atos 14:1–7).

### Cura do aleijado em Listra

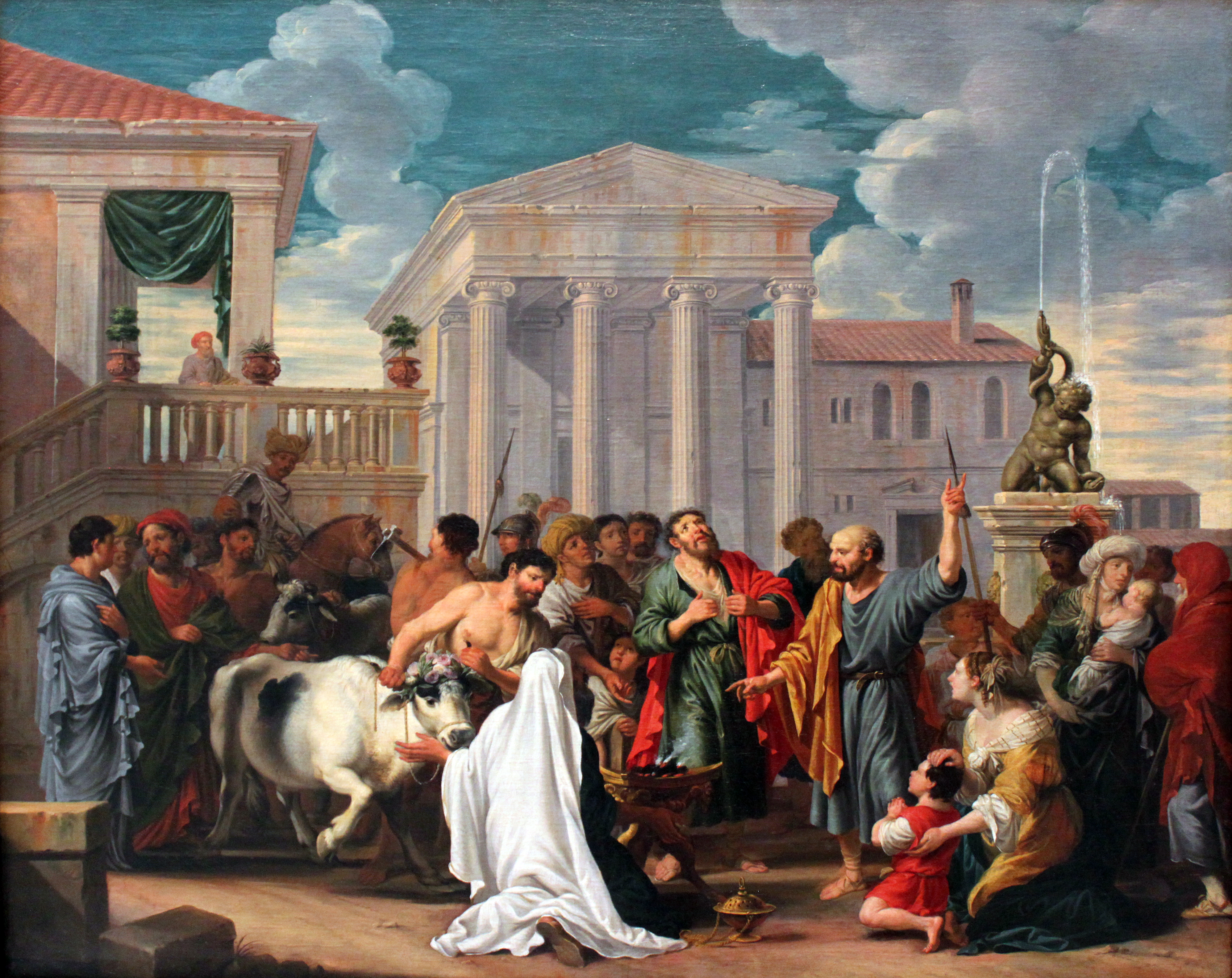
Saulo e Barnabé são tratados como deuses romanos em Listra, um dos episódios de Atos 14.
1678. Por Johann Heiss, atualmente no Germanisches Nationalmuseum, em Nuremberg, Alemanha.

Assim que chegaram na cidade, Paulo curou um homem «aleijado dos pés, coxo desde o seu nascimento, e que nunca tinha andado.» (Atos 14:8) A multidão, impressionada, tratou os Paulo e Barnabé como deuses humanos, Mercúrio e Júpiter respectivamente, atraindo inclusive os sacerdotes pagãos para oferecer-lhes sacrifícios. Com muito custo conseguiram convencer a multidão de que eram missionários de uma nova fé e evitaram a idolatria. Porém, logo chegaram judeus vindos de Icônio e Antioquia na Pisídia e convenceram a população a prender Paulo, que foi arrastado para fora da cidade, apedrejado e dado como morto. Laconicamente, o autor conta assim o desfecho da passagem por Listra:
| “ | «Mas quando os discípulos o rodearam, ele se levantou e entrou na cidade. No dia seguinte partiu com Barnabé para Derbe.» (Atos 14:20) | ” |

#### Júpiter e Mercúrio
O poeta romano Ovídio conta uma antiga lenda na qual Zeus e Hermes (equivalentes gregos a Júpiter e Mercúrio respectivamente) vieram às montanhas da Frígia disfarçados como mortais procurando abrigo. Depois de terem sido mal recebidos em mil casas, encontraram refúgio numa humilde cabana de um casal de idosos. Como retribuição pela hospitalidade do casal, os deuses transformaram a cabana num templo com teto de ouro e colunas de mármore; e as casas de todos os maus anfitriões foram destruídas. Esta lenda antiga pode estar relacionada à forma como o povo de Listra tratou Paulo e Barnabé. Depois de testemunhar a cura do aleijado, não queriam correr o risco de atrair a fúria dos deuses como tinham feito seus antepassados.

### Volta para Antioquia
Atos 14 não fornece nenhum detalhe sobre a estadia em Derbe, exceto que a cidade foi "evangelizada". Em seguida, inicia-se o relato da volta dos apóstolos para Antioquia: eles passaram novamente em Listra, Icônio e Antioquia na Pisídia, «confirmando as almas dos discípulos, exortando-os a permanecer na fé e dizendo que por muitas tribulações nos é necessário entrar no reino de Deus.» (Atos 14:22) Quando passavam, também ajudavam na eleição de presbíteros para apoiar a comunidade. Depois, de passarem pela Panfília para pregar na capital, Perge, desceram para Atália e de lá navegaram para Antioquia, encerrando a primeira viagem missionária de Paulo. Nas palavras do autor, Paulo «abrira a porta da fé aos gentios.» (Atos 14:27)
Demoraram-se muito tempo com os discípulos.